# Markus Hofer (Theologe)
Markus Hofer (* 1957 in Dornbirn) ist österreichischer Theologe und Autor.
Markus Hofer studierte in Innsbruck Philosophie, Theologie, Germanistik und Kunstgeschichte und war 9 Jahre Leiter des Katholischen Bildungswerkes in Vorarlberg. 
Hofer  war 18 Jahre lang Leiter des Männerbüros der Diözese Feldkirch und Redakteur der Männerzeitung Von man  zu Mann. Er sprach auch die samstäglichen Hörfunksendung bei Radio Vorarlberg Männersache – Gedanken zum Mannsein. Seit Frühjahr 2014 arbeitet er bei der Fachstelle Glaubensästhetik: "erlebnis.kirchenraum".

## Publikationen
- mit Richard Rohr: Franz für Männer. was uns der Mann aus Assisi zu sagen hat. Tyrolia Verlag, Innsbruck 2001, ISBN 3-7022-2366-5.
- Kinder brauchen Väter. Söhne und Töchter über ihre Väter. Tyrolia Verlag, Innsbruck 2001, ISBN 3-7867-8413-2.
- Männer glauben anders. Tyrolia Verlag, Innsbruck 2003, ISBN 3-7022-2506-4.
- mit Paul Burtscher: Männerspiritualität. Rituale, Modelle, Gottesdienste. Tyrolia Verlag, Innsbruck 2005, ISBN 3-7022-2638-9.
- mit Richard Rohr: Vater, Sohn und Männlichkeit. Wie der Mann zum Mann wird. Tyrolia Verlag, Innsbruck 2008, ISBN 978-3-8367-0661-2.
- Männersache. Gedanken zum Mannsein. Tyrolia Verlag, Innsbruck 2009, ISBN 978-3-7022-2994-8.
- Die zweite Halbzeit entscheidet. Strategien für Männer ab 40. Tyrolia Verlag, Innsbruck 2011, ISBN 978-3-7022-3145-3.
- Franziskus für Männer. Was uns der Mann aus Assisi zu sagen hat. Mit einem Vorwort von Richard Rohr, Tyrolia Verlag, Innsbruck 2013, ISBN 978-3-8367-0861-6.
- Glauben und das Leben genießen. Lebenskunst aus der Bibel. Tyrolia Verlag, Innsbruck 2017, ISBN 978-3-7022-3586-4.